# شانتل هوتون
شانتل ویوین هاتون (زاده ۲۱ اوت ۱۹۸۳) یک شخصیت تلویزیونی و مدل جذاب انگلیسی است. در سال ۲۰۰۶، او در چهارمین سری از سریال تلویزیونی کانال ۴ برادر بزرگ مشهور شرکت کرد.
هاتون در اوت ۲۰۰۶ با همکار سابق ساموئل پرستون ازدواج کرد
هاتون در ۲۱ اوت ۱۹۸۳ در ویکفورد، اسکس، از پدر و مادرش آلن و ویوین به دنیا آمد و یک برادر بزرگتر به نام گرگ دارد. او در مدرسه برومفوردز در ویکفورد تحصیل کرد.